# 錫祉
錫祉（1809年—？），字孟繁，号子受，索綽絡氏,  内务府滿洲正白旗人，中國清朝官员。

## 生平
錫祉家世显赫，曾祖德保，官至禮部尚書，祖父英和，官至军机大臣，協辦大學士，父奎照官至礼部尚书、军机大臣。錫祉於道光十五年（1835年）中乙未科二甲進士，選庶吉士，散館後授編修。历官侍讲学士，后任长芦盐运使。《清史稿》將其附於其祖父列傳之後。

## 家族
奎照曾祖德保，祖父英和，伯父奎耀、父奎照分別為乾隆二年（1737年）、乾隆五十八年（1793年）、嘉庆十六年（1811年）、嘉庆十九年（1814年）進士，且皆得以入選翰林。其父奎照點翰林之時，其家族入玉堂已歷三世。朝野一致稱道，以之為滿洲清望。成親王永瑆特題“祖孫父子兄弟翰林”相贈。錫祉改庶吉士後，家族四世五人躋身詞林，可謂滿洲士族之冠。 锡祉之子泰阶娶宗室兴恒和礼部尚书贵庆姐富察氏的孙女为妻，即宗室宝森胞妹。